# Maxime Pélican
Maxime Pélican, né le 12 mai 1998 à Perpignan, est un footballeur français. Il évolue au poste d'attaquant au Bergerac Périgord FC.

## Biographie

### Jeunesse
Issu d'une famille d'origine cerdane, Maxime grandit à  Perpignan. Il commence à jouer au foot très jeune et rejoint le club de Las Cobas à Perpignan. Il rejoint ensuite le Saleilles OC puis le Perpignan Canet FC. Il est repéré par le Toulouse Football Club à 14 ans et rejoint le centre de formation du TFC en 2013.
Maxime se fait rapidement remarquer dans les catégories de jeunes en devenant le meilleur buteur du club toutes catégories confondues. Durant la saison 2014-2015, avec 24 réalisations, il est le meilleur buteur du Championnat U17. Toulouse finit classé premier dans le Groupe D mais s'incline en quart de finale face au Paris Saint-Germain.
Il commence à jouer en CFA 2 avec l'équipe réserve lors de la saison 2015-2016. Il marque son premier but sur son premier ballon touché, à peine deux minutes après sa première entrée en jeu. Il est titularisé contre Anglet (victoire 2-4) et marque un doublé lors de la première mi-temps.
Le 4 juillet 2018, il quitte Toulouse Football Club pour signer à l'OGC Nice.
En juin 2019, il signe au GFC Ajaccio.

### Équipe nationale
Ses performances avec Toulouse lui permettent d'être sélectionné en Équipe de France U16 dès fin 2013. Il rejoint les U17 en 2014, remporte l'Euro en 2015 et participe également à la Coupe du Monde se déroulant au Chili. Lors du mondial junior, il délivre une passe décisive face à la Syrie.
En 2016, il participe et remporte la Copa del Atlántico avec les U18. Avec trois buts en autant de matchs, il est le meilleur buteur de la compétition.

## Palmarès
| France U17 - Championnat d'Europe - Vainqueur : 2015 |  | France U18 - Copa del Atlántico - Vainqueur : 2016 |  |  |